# Adenanthos teges
Adenanthos teges är en tvåhjärtbladig växtart som beskrevs av Edward George. Adenanthos teges ingår i släktet Adenanthos och familjen Proteaceae. Inga underarter finns listade i Catalogue of Life.